# Melanie South
Melanie Jayne South (* 3. Mai 1986 in Kingston upon Thames, England) ist eine ehemalige britische Tennisspielerin.

## Karriere
South, die mit sieben Jahren mit dem Tennisspielen begann, bevorzugte laut ITF-Profil Rasen- und Hartplätze.
2004 errang sie ihre ersten Turniersiege (Einzel und Doppel) auf dem ITF Women’s Circuit, auf dem sie insgesamt sechs Einzel- und 24 Doppelturniere gewann. Ihr größter Erfolg aber war das Erreichen der zweiten Runde im Dameneinzel der Wimbledon Championships im Jahr 2006 mit einem Sieg über Francesca Schiavone.
2005 spielte sie für den TG Alsterquelle Henstedt-Ulzburg in der 2. Tennis-Bundesliga.
Außerdem bestritt sie vier Partien für die britische Fed-Cup-Mannschaft.
Am 2. Dezember 2013 gab sie ihr Karriereende bekannt.

## Turniersiege

### Einzel
| Nr. | Datum       | Turnier    | Kategorie   | Belag     | Finalgegnerin     | Ergebnis       |
| --- | ----------- | ---------- | ----------- | --------- | ----------------- | -------------- |
| 1.  | April 2004  | Mumbai     | ITF $10.000 | Hartplatz | Chen Yanchong     | 6:4, 6:4       |
| 2.  | April 2005  | Bath       | ITF $10.000 | Hartplatz | Anne Keothavong   | 6:4, 4:6, 6:4  |
| 3.  | Januar 2006 | Hull       | ITF $10.000 | Hartplatz | Irena Pavlovic    | 6:4, 6:1       |
| 4.  | Juli 2006   | Chengdu    | ITF $25.000 | Hartplatz | Lu Jingjing       | 7:5, 7:65      |
| 5.  | März 2008   | Sorrento   | ITF $25.000 | Hartplatz | Christina Wheeler | 7:5, 6:76, 6:4 |
| 6.  | Oct 2008    | Port Pirie | ITF $25.000 | Hartplatz | Yurika Sema       | 6:3, 6:4       |

### Doppel
| Nr. | Datum             | Turnier       | Kategorie     | Belag             | Partnerin         | Finalgegnerinnen                          | Ergebnis          |
| --- | ----------------- | ------------- | ------------- | ----------------- | ----------------- | ----------------------------------------- | ----------------- |
| 1.  | Februar 2004      | Tipton        | ITF $10.000   | Hartplatz         | Rebecca Llewellyn | Klaudia Jans Alicja Rosolska              | 2:6, 6:1, [6:4]   |
| 2.  | April 2005        | Bath          | ITF $10.000   | Hartplatz         | Surina De Beer    | Jekaterina Koschokina Trudi Musgrave      | 6:2, 7:5          |
| 3.  | Mai 2005          | Bournemouth   | ITF $10.000   | Sand              | Claire Peterzan   | Anna Hawkins Holly Richards               | 5:7, 6:4, [6:3]   |
| 4.  | Mai 2005          | Edinburgh     | ITF $10.000   | Sand              | Rebecca Llewellyn | Leonie Mekel Bibiane Schoofs              | 6:0, 3:6, [6:3]   |
| 5.  | Oktober 2006      | Nottingham    | ITF $25.000   | Hartplatz         | Karen Paterson    | Katie O’Brien Margit Rüütel               | 6:2, 2:6, 7:61    |
| 6.  | Oct 2006          | Nantes        | ITF $25.000   | Hartplatz         | Rebecca Llewellyn | Sabine Lisicki Irena Pavlovic             | 6:2, 6:0          |
| 7.  | Juni 2007         | Surbiton      | ITF $25.000   | Rasens            | Karen Lamb        | Elena Baltacha Naomi Cavaday              | 6:1, 6:4          |
| 8.  | Juli 2007         | Felixstowe    | ITF $25.000   | Rasens            | Karen Lamb        | Jade Curtis Rebecca Llewellyn             | 6:3, 6:3          |
| 9.  | Juli 2007         | A Coruña      | ITF $25.000   | Hartplatz         | Marina Eraković   | Andrea Hlaváčková Justine Ozga            | 6:1, 4:6, [6:4]   |
| 10. | März 2008         | Sorrento      | ITF $25.000   | Hartplatz         | Monique Adamczak  | Chang Kai-chen Hwang I-hsuan              | 6:2, 6:4          |
| 11. | Mai 2008          | Fukuoka       | ITF $50.000   | Rasens            | Nicole Thijssen   | Maya Kato Julia Moriarty                  | 4:6, 6:3, [14:12] |
| 12. | November 2008     | Toyota        | ITF $75.000+H | Teppich (Halle)   | Emma Laine        | Kimiko Date-Krumm Han Xinyun              | 6:1, 7:5          |
| 13. | Oct 2009          | Helsinki      | ITF $25.000   | Hartplatz         | Emma Laine        | Johanna Larsson Anna Smith                | 6:3, 6:3          |
| 14. | Oct 2009          | Glasgow       | ITF $25.000   | Hartplatz         | Emma Laine        | Evelyn Mayr Julia Mayr                    | 6:3, 6:2          |
| 15. | August 2010       | Tallinn       | ITF $25.000   | Hartplatz         | Emma Laine        | Lu Jingjing Sun Shengnan                  | 6:3, 6:4          |
| 16. | November 2010     | Traralgon     | ITF $25.000   | Hartplatz         | Tímea Babos       | Jarmila Groth Jade Hopper                 | 6:3, 6:2          |
| 17. | Dezember 2010     | Bendigo       | ITF $25.000   | Hartplatz         | Tímea Babos       | Jarmila Groth Jade Hopper                 | 6:3, 6:2          |
| 18. | Februar 2011      | Sutton        | ITF $25.000   | Hartplatz         | Emma Laine        | Marta Domachowska Darija Jurak            | 6:3, 5:7, [10:8]  |
| 19. | Februar 2012      | Burnie        | ITF $25.000   | Hartplatz         | Arina Rodionowa   | Stephanie Bengson Tyra Calderwood         | 6:2, 6:2          |
| 20. | Februar 2012      | Sydney        | ITF $25.000   | Hartplatz         | Arina Rodionowa   | Duan Yingying Han Xinyun                  | 3:6, 6:3, [10:8]  |
| 21. | 19. Januar 2013   | Glasgow       | ITF $10.000   | Hartplatz (Halle) | Tara Moore        | Anna Smith Francesca Stephenson           | 7:65, 6:3         |
| 22. | 9. Februar 2013   | Rancho Mirage | ITF $25.000   | Hartplatz         | Tara Moore        | Jan Abaza Louisa Chirico                  | 4:6, 6:2, [12:10] |
| 23. | 3. August 2013    | Nottingham    | ITF $10.000   | Hartplatz         | Anna Smith        | Daneika Borthwick Anna Fitzpatrick        | 6:4, 6:2          |
| 24. | 7. September 2013 | Antalya       | ITF $10.000   | Hartplatz         | Emma Laine        | Patcharin Cheapchandej Tanaporn Thongsing | 6:4, 6:3          |

## Abschneiden bei Grand-Slam-Turnieren

### Einzel
| Turnier         | 2004 | 2005 | 2006 | 2007 | 2008 | 2009 | 2010 | 2011 | 2012 | 2013 | Karriere |
| --------------- | ---- | ---- | ---- | ---- | ---- | ---- | ---- | ---- | ---- | ---- | -------- |
| Australian Open | —    | —    | —    | Q1   | Q1   | 1    | Q1   | —    | —    | —    | 1        |
| French Open     | —    | —    | —    | Q1   | Q1   | 1    | —    | —    | —    | —    | 1        |
| Wimbledon       | Q1   | Q1   | 2    | 1    | 1    | 1    | 1    | Q2   | Q1   | Q1   | 2        |
| US Open         | —    | —    | Q1   | Q1   | Q3   | Q2   | —    | —    | —    | —    | —        |

Zeichenerklärung: S = Turniersieg; F, HF, VF, AF = Einzug ins Finale / Halbfinale / Viertelfinale / Achtelfinale; 1, 2, 3 = Ausscheiden in der 1. / 2. / 3. Hauptrunde; Q1, Q2, Q3 = Ausscheiden in der 1. / 2. / 3. Runde der Qualifikation; n. a. = nicht ausgetragen

### Doppel
| Turnier         | 2005 | 2006 | 2007 | 2008 | 2009 | 2010 | 2011 | 2012 | 2013 | Karriere |
| --------------- | ---- | ---- | ---- | ---- | ---- | ---- | ---- | ---- | ---- | -------- |
| Australian Open | —    | —    | —    | —    | —    | —    | —    | —    | —    | —        |
| French Open     | —    | —    | —    | —    | —    | —    | —    | —    | —    | —        |
| Wimbledon       | 1    | 1    | 1    | 2    | 2    | 1    | 1    | 1    | 1    | 2        |
| US Open         | —    | —    | —    | —    | —    | —    | —    | —    | —    | —        |

### Mixed
| Turnier         | 2007 | 2008 | 2009 | 2010 | 2011 | 2012 | Karriere |
| --------------- | ---- | ---- | ---- | ---- | ---- | ---- | -------- |
| Australian Open | —    | —    | —    | —    | —    | —    | —        |
| French Open     | —    | —    | —    | —    | —    | —    | —        |
| Wimbledon       | VF   | 1    | 1    | —    | 2    | AF   | VF       |
| US Open         | —    | —    | —    | —    | —    | —    | —        |